# Awagne
Awagne est un hameau belge de l'ancienne commune de Lisogne, situé en Wallonie dans la commune de Dinant.
Érigé sur le plateau du Condroz, le hameau est un groupement de moyenne importance, relativement dense, centré par une grosse ferme, le presbytère et le site de l'ancienne église. Pour le reste, on trouvera des maisons et des petites fermes en calcaire datant essentiellement du XIXe siècle.

## Histoire
Le hameau d'Awagne est le noyau primitif et le centre de la première paroisse de Lisogne. Au cours du haut Moyen Âge, au VIIe siècle, Awagne fait partie des donations effectuées  par le roi Sigebert III d'Austrasie, au profit de l'abbaye de Stavelot. Le domaine de l'abbaye dans cette région est géré par son avoué le Comte de Namur, qui l'inclut dans le ressort de la prévôté de Poilvache.
Une chapelle dédiée à saint Quentin existe déjà en 824, à Awagne. L'ancienne paroisse d'Awagne est, dès le XIIe siècle, à la collation de l'Abbaye de Leffe qui touche la dîme sur la moitié du village (l'autre appartient à l'Abbaye de Waulsort).

## Patrimoine
- Église Saint-Quentin d'Awagne : construite en 1892 en style néo-gothique. Ses fonts baptismaux ont été récupérés de l'ancienne église et datent du XVIIe siècle.

## Sport
- École de VTT Wild Bikers.